# Jaroslav Bakeš
Jaroslav Bakeš (16. září 1871 Blansko – 5. října 1930 Nadvirna, Polsko, dnes Ukrajina) byl lékař-chirurg, sběratel minerálů a cestovatel.

## Život
Narodil se 16. září 1871. Jeho otec František Xaver Bakeš byl učitel, velkostatkář a poslanec moravského zemského sněmu, jeho matka, Lucie Bakešová rozená Wanklová, byla enografka, sociální pracovnice a odborná spisovatelka. Jeho dědeček byl Jindřich Wankel. V Brně vystudoval první české státní gymnázium. V roce 1895 získal doktorát na vídeňské lékařské fakultě.
Po ukončení studií působil ve Vídni ve Všeobecné nemocnici, po smrti dr. Eduarda Alberta pak mezi lety 1900 a 1902 působil v této nemocnici jako asistent. V roce 1902 se stal primářem na nově zřízené nemocnici v Třebíči, kde působil až do října 1909. Působil jako primář a přednosta III. chirurgického oddělení Moravské zemské nemocnice u sv. Anny. Během první světové války sloužil v brněnské vojenské nemocnici. Za tuto svou činnost obdržel roku 1917 Zlatý kříž za statečnost. Od roku 1922 byl ředitelem chirurgického ústavu Zemské nemocnice na Žlutém kopci v Brně (od roku 1991 Bakešova chirurgická nemocnice). Společně se svou matkou Lucií a dcerou Věrou Bakešovou-Lesnou založili roku 1928 spolek Dům útěchy a v roce 1945 ústav s názvem Dům útěchy, první léčebný onkologický ústav v republice (dnes Masarykův onkologický ústav). Na tento ústav přispěl T. G. Masaryk darem 2,5 milionu korun a Jaroslav Bakeš odkazem 2/3 svého majetku.
Při lovecké výpravě do Polska onemocněl a na následky onemocnění podlehl. Pohřben byl v rodinné hrobce v Ořechově u Brna.

## Dílo
Během svého života dosáhl čtyř světových priorit, provedl a jako první publikoval choledochojejunostomii a duodenocholedochocystoanastomózu, zkonstruoval jeden z prvních endoskopických nástrojů, choledochopapiloskop a navrhl a zhotovil sadu dilatačních sond s olivkovitým zakončením, které jsou v dnešní době nazývány Bakešovy dilatátory.
Celkem publikoval více než 30 vědeckých prací, prezentoval na kongresech v českých zemích i v zahraničí a demonstroval chirurgické postupy.
Věnoval se lovu, byl sběratelem minerálů a byl také cestovatel (Kanada, Kavkaz). V roce 1930 zemřel na zápal plic. Po smrti odkázal svou světově známou sbírku minerálů Moravskému zemskému muzeu v Brně.